# Equipe togolesa na Copa Davis
A equipe togolesa na Copa Davis representa o Togo na Copa Davis, principal competição de tênis masculina por equipes do mundo. É administrada pela Togo Tennis Federation.